# Fritz von Sybel
Friedrich Ludwig Karl von Sybel (geboren am 24. März 1844 in Bonn; gestorben am 22. März 1927 auf Haus Isenburg bei Holweide) war ein preußischer Verwaltungsbeamter und Landrat.

## Leben
Der Protestant Fritz von Sybel war ein Sohn des Bonner Universitätsprofessors Heinrich von Sybel und dessen Ehefrau Karoline von Sybel, geborene Eckardt. Er heiratete am 13. April 1882 in Poppelsdorf Bertha Rolffs (geboren am 8. April 1856 in Siegburg bzw. Siegfeld bei Siegburg; gestorben am 23. März 1943 auf Haus Isenburg), eine Tochter des Kaufmannes und Geheimen Kommerzienrats Christian Gottlieb Ernst Rolffs und dessen Ehefrau Adeline Rolffs, geborene Gerlach. Der preußische Verwaltungsbeamte, Landrat und Regierungspräsident in Koblenz, Walter von Sybel (1883–1973) war einer ihrer Söhne, der Politiker Heinrich von Sybel (1885–1969) ein weiterer.
Nach dem Besuch des Gymnasiums in Bonn studierte Fritz von Sybel unter anderem an der dortigen Universität ab dem Wintersemester 1863/64 (Immatrikulation 17. Oktober 1863) Rechtswissenschaften. Mit Ablegung der ersten Prüfung setzte er seine Ausbildung als Auskultator (15. Juni 1867) bei dem Landgericht Köln fort, während seiner Ausbildungszeit dort legte auch die zweite Prüfung mit nachfolgender Ernennung zum Gerichtsreferendar (22. April 1869) ab. Es folgte die dritte Prüfung mit anschließender Ernennung zum Gerichtsassessor, in deren Folge er zum 1. April 1874 eine Berufung als Friedensrichter an das Friedensgericht Gerresheim in Gerresheim erhielt.
Bereits ein halbes Jahr darauf wechselte Fritz von Sybel zum 1. Oktober 1874 und unter Ernennung zum Regierungsassessor in den preußischen Verwaltungsdienst, wo er Beschäftigung bei der Königlich Preußischen Regierung in Düsseldorf fand. Am 18. November 1874 und zunächst kommissarisch zum Landrat des Kreis Gummersbach ernannt, wurde ihm diese Stellung am 2. Juni 1875 definitiv übertragen.
Von Gummersbach wechselte von Sybel zehn Jahre darauf ab dem 1. Juli 1885 in das Kommissorium im Reichsamt des Innern, wo er mit Bestallung vom 11. November 1885 seine Ernennung zum Regierungsrat unter Übernahme in die allgemein Staatsverwaltung erhielt. Dort fand er dienstliche Verwendung bei der Ministerial-, Militär- und Baukommission der Residenz Berlin. Im Jahr 1900 zum Geheimen Regierungsrat ernannt, trat Fritz von Sybel ca. 1904 in den Ruhestand, den er auf Haus Isenburg im damaligen Kreis Mülheim am Rhein verlebte.

## Schriften
- Das Recht des Staates bei Bischofswahlen in Preussen, Hannover und der oberrheinischen Kirchenprovinz. Mit besonderer Berücksichtigung der Praxis. Nach amtlichen Quellen. Cohen & Sohn, Bonn 1873.
- Chronik und Urkundenbuch der Herrschaft Gimborn-Neustadt, Grafschaft Mark, im Kreise Gummersbach Reg.-Bez. Köln. Luyken, Gummersbach 1880.
- Nachrichten über die Soester Familie Sybel 1423 bis 1890. Oldenbourg, München 1890.
- Die Preußische Gemeinde-Steuer-Reform von 1893 und der ländliche Grundbesitz unter besonderer Berücksichtigung der Wertzuwachs-Steuer. Bruer & Co., Berlin 1908
- Die organisatorische Weiterentwickelung der Invalidenversicherung und der Unfallversicherung für Land- und Forstwirtschaft. Reuschel, Berlin 1909.